# Fond St. Jean
Fond St. Jean este un oraș din Dominica.